# Bogohl 6
Bombengeschwader der Obersten Heeresleitung Nr. 6 – Bogohl 6 – dywizjon bombowy lotnictwa niemieckiego Luftstreitkräfte z okresu I wojny światowej.

## Informacje ogólne
Jednostka została utworzona formalnie w grudniu 1917 roku w wyniku reorganizacji wcześniej istniejących jednostek Kagohl 2. Dowódcą jednostki został mianowany kpt. Leo Leonhardy. Jednostka została utworzona jako jednostka bombowa i składała się z trzech eskadr Bomberstaffel 7, Bomberstaffel 8, Bomberstaffel 9. Jednostka brała udział w dużych nalotach na Paryż w 1917 i 1918 roku. Np. 11 marca dwie eskadry dywizjonu, Bosta 1 i Bosta 2, brały udział wraz z Bomberstaffel 5 z Boghol 5 oraz Bomberstaffel 7 z Boghol 6 w ataku ponad 70 samolotów na stolicę Francji. Jednostka była wyposażona między innymi w samoloty Friedrichshafen G.III. W jednostce służyli m.in.: Xavier Dannhuber.

## Dowódcy Jednostki
| Stopień | Nazwisko   | Okres             |
| ------- | ---------- | ----------------- |
| kapitan | Nordmann   | listopad 1918 – ? |
| kapitan | Stadlmayer | ? – koniec wojny  |